# Nationale Planungskommission (Namibia)
Die Nationale Planungskommission (NPC; englisch National Planning Commission) ist eine staatliche Einrichtung in Namibia. Diese unterliegt direkt dem Büro des namibischen Präsidenten. Ihre Aufgabe ist die Planung der nationalen Entwicklung Namibias. In Hinblick auf die Vision 2030 werden von der NPC 5-Jahres-Entwicklungspläne erarbeitet. Zudem organisiert und begleitet die NPC Sonderprogramme, wie unter anderem das Namibian-German Special Initiative Programme (NGSIP).
NPC wird von einem Generaldirektor geführt, der im Kabinett Geingob I vom 21. März 2015 bis 22. März 2020 einem Ministerposten als Präsidialminister für Nationale Planung entsprach. Minister war seit dem 8. Februar 2018 Obeth Kandjoze, der seit dem 23. März 2020 Generaldirektor ist. Zuvor hatte Tom Alweendo das Amt inne. Seit dem 22. März 2025 ist Kaire Mbuende Direktor.